# Alegeri parlamentare în Republica Moldova, 2019
Alegerile parlamentare din 2019 în Republica Moldova au avut loc pe data de 24 februarie 2019 .
Potrivit Constituției Republicii Moldova mandatul deputaților este de patru ani, socotiți de la data ultimelor alegeri ordinare. Constituția mai prevede, că alegerile deputaților în Parlament se desfășoară în cel mult 3 luni de la expirarea mandatului sau de la dizolvarea Parlamentului precedent. Precedentele alegeri legislative din Republica Moldova au avut loc pe 30 noiembrie 2014.

## Reguli electorale

Harta circumscripțiilor uninominale numerotate

Sunt puse în joc toate cele 101 de locuri din legislativul Republicii Moldova. Distribuirea mandatelor se face în două sisteme conform sistemului electoral mixt adoptat în anul 2017. În sistemul proporțional sunt distribuite 50 de mandate pe liste, toate raioanele țării constituind o singură circumscripție electorală, în care pragul electoral este de 6% pentru listele de partid și 8% pentru blocuri electorale constituite din două și mai multe partide politice. În sistemul uninominal mandatele sunt distribuite pe 51 de circumscripții electorale: 48 de circumscripții pe teritoriul controlat de autoritățile Republicii Moldova, dintre care 11 circumscripții pe teritoriul municipiului Chișinău, 2 circumscripții pe teritoriul municipiului Bălți și 2 circumscripții pe teritoriul Găgăuziei; 2 circumscripții pe teritoriul Transnistriei; 3 circumscripții de peste hotarele Republicii Moldova: 1 circumscripție la est de Republica Moldova, 1 circumscripție la vest de Republica Moldova și 1 circumscripție pe teritoriul Americii de Nord. Spre deosebire de alegerile locale la alegerile pe sistem uninominal nu există turul al doilea.
Pentru formarea guvernului, un partid sau o alianță are nevoie să obțină 51 de mandate (50%+1).

### Observatori

#### Naționali
La momentul actual peste 100 de persoane vor monitoriza alegerile din partea organizației neguvernamentale Promo-Lex. Din partea Filialei din Chișinău a Institutului Internațional de monitorizare a dezvoltării democrației, parlamentarismului și respectării drepturilor electorale ale cetățenilor statelor membre ale Adunării Interparlamentare a Comunității Statelor Independente (IIMDD AIP CSI) la momentul actual au fost acreditate 3 persoane.
La momentul actual în calitate de observatori naționali au fost acreditate 2 persoane din partea Delegației Uniunii Europene în Republica Moldova.

#### Internaționali
La momentul actual au fost acreditate în calitate de observatori internaționali 2 persoane din partea Ambasadei Republicii Franceze în Republica Moldova și 2 persoane din partea Ambasadei Statului Qatar în Republica Moldova.
La momentul actual în calitate de observtori internaționali au fost acreditate 5 persoane din partea Delegației Uniunii Europene în Republica Moldova, printre care se regăsește șeful delegației Peter Michalko.
La momentul actual în calitate de observtori internaționali au fost acreditate 13 persoane din partea Asociației obștești „Reprezentanța din Moldova a International Republican Institute din SUA” și 8 persoane din partea Rețelei Europene a Organizațiilor de Monitorizare a Alegerilor (ENEMO).

## Participanți

### Circumscripția națională
1. Partidul Democrat din Moldova (PDM)
2. Blocul electoral „ACUM Platforma DA și PAS”
  - Partidul Politic „Platforma Demnitate și Adevăr” (PPPDA)
  - Partidul Acțiune și Solidaritate (PAS)
3. Partidul Comuniștilor din Republica Moldova (PCRM)
4. Partidul Socialiștilor din Republica Moldova (PSRM)
5. Partidul Politic „Șor” (PPȘ)
6. Mișcarea Populară Antimafie (MPA)
7. Partidul Nostru (PN)
8. Partidul Național Liberal (PNL)
9. Partidul Voința Poporului (PVP)
10. Partidul Regiunilor din Moldova (PRM)
11. Partidul Politic „Democrația Acasă” (PPDA)
12. Mișcarea Profesioniștilor "Speranța-Надежда" (MPSN)
13. Partidul Politic „Patria” (PPP)
14. Partidul Verde Ecologist (PVE)
15. Partidul Liberal (PL)

### Circumscripții uninominale

#### Circumscripția uninominală №1, or. Briceni
1. Mihail Gnatiuc (PDM) - Președinte al r. Briceni
2. Zinaida Greceanîi (PSRM) - Președinte al PSRM; Deputat în Parlamentul RM; Președinte al fracțiunii PSRM în Parlament; Ex-Prim-ministru al RM
3. Vasilii Petrașișin (PPȘ)
4. Anatolie Creciun (PCRM)
5. Vladimir Scutari (ACUM)

#### Circumscripția uninominală №2, or. Ocnița
1. Vadim Lesnic (PDM) - Președinte al r. Dondușeni
2. Irina Lozovan (PSRM)
3. Eduard Fedișin (PPȘ)
4. Andrei Țopa (PCRM) - Vicepreședinte al r. Ocnița
5. Remus Ciobanu (ACUM)
6. Eduard Pleșca (PN)

#### Circumscripția uninominală №3, or. Edineț
1. Oleg Sîrbu (PDM) - Deputat în Parlamentul RM
2. Nicolai Melnic (PSRM) - Viceprimar al or. Cupcini
3. Ghenadie Panciuc (PPȘ)
4. Elena Panuș (PN) - Vicepreședinte al PN; Consilier municipal în CMC
5. Alexandr Zui (PCRM)
6. Dinu Plîngău (ACUM)
7. Anatol Vengher (independent)
8. Alexandru Brenici (independent)
9. Marin Livadaru (independent)

#### Circumscripția uninominală №4, or. Rîșcani
1. Iurie Urzică (PDM) - Președinte al r. Rîșcani
2. Vladimir Mizdrenco (PSRM) - Consilier raional în Consiliul raional Rîșcani; Președintele fracțiunii PSRM în Consiliul raional Rîșcani
3. Andrei Cocieru (PPȘ)
4. Petru Bărbieru (PCRM)

#### Circumscripția uninominală №5, or. Glodeni
1. Ion Leucă (PDM) - Președinte al r. Glodeni
2. Alexandr Minizianov (PSRM)
3. Irina Dvorjanscaia (PPȘ)
4. Stela Onuțu (PN) - Primar al or. Glodeni
5. Mihai Corj (independent)
6. Ion Purice (PL)
7. Nicolae Gorcea (independent)
8. Rodica Nemerenco (ACUM)

#### Circumscripția uninominală №6, or. Drochia
1. Corneliu Padnevici (PDM) - Deputat în Parlamentul RM
2. Alexandr Lupașco (PSRM)
3. Grigore Sfecla (PPȘ)
4. Ghenadie Morcov (PCRM) - Deputat în Parlamentul RM
5. Svetlana Conea (ACUM)
6. Nina Cereteu (PN) - Primar al or. Drochia
7. Violeta Roșca (PL) - Consilier raional în Consiliul raional Drochia

#### Circumscripția uninominală №7, mun. Soroca
1. Victor Său (PDM) - Primar al mun. Soroca
2. Alla Pilipețcaia (PSRM)
3. Elena Bodnarenco (PCRM) - Deputat în Parlamentul RM; Secretar al fracțiunii PCRM în Parlament
4. Alexandru Cimbriciuc (independent) - Ex-Viceministru al Apărării al RM
5. Maxim Melnic (PPȘ)
6. Larisa Ungurean (ACUM)
7. Anastasia Televca (PN) - Consilier municipal în Consiliul municipal Soroca

#### Circumscripția uninominală №8, or. Florești
1. Eugeniu Nichiforciuc (PDM) - Deputat în Parlamentul RM; Secretar al Comisiei parlamentare securitate națională, apărare și ordine publică
2. Sergiu Groza (PSRM) - Deputat în Parlamentul RM
3. Grigore Cojocaru (PCRM)
4. Ghenadie Ladaniuc (PPȘ)
5. Ludmila Crijanovschi (PN)
6. Iurie Țap (ACUM) - Deputat în Parlamentul RM; Ex-Vicepreședinte al Parlamentului RM
7. Anatolie Cărbune (PL)

#### Circumscripția uninominală №9, mun. Bălți-1
1. Serghei Buzurnîi (PDM) - Primar al s. Sadovoe
2. Alexandr Usatîi (PSRM) - Consilier municipal în Consiliul municipal Bălți
3. Igor Himici (PPȘ)
4. Elena Bordianu (ACUM)
5. Ivan Osoianu (PN)
6. Diana Grosu (independent)
7. Renata Grădinaru (independent)
8. Said-Muhmat Amaev (PCRM)

#### Circumscripția uninominală №10, mun. Bălți-2
1. Serghei Iordan (PDM) - Consilier municipal în Consiliul municipal Bălți
2. Alexandr Nesterovschi (PSRM) - Deputat în Parlamentul RM
3. Pavel Verejanu (PPȘ) - Consilier municipal în Consiliul municipal Orhei
4. Arina Spătaru (ACUM)
5. Elena Grițco (PN) - Vicepreședinte al PN; Consilier municipal în Consiliul municipal Bălți
6. Serghei Rubțov (PCRM)

#### Circumscripția uninominală №11, or. Fălești
1. Iraida Bînzari (PDM) - Președinte al r. Fălești
2. Oleg Savva (PSRM) - Deputat în Parlamentul RM
3. Valeriu Muduc (PCRM)
4. Alexandr Severin (PN)
5. Alexandru Botnar (PPȘ) - Consilier municipal în Consiliul municipal Orhei
6. Vasili Tataru (ACUM)

#### Circumscripția uninominală №12, or. Sîngerei
1. Gheorghe Brașovschi (PDM) - Deputat în Parlamentul RM
2. Vasile Luca (PSRM)
3. Igor Țîbîrnă (PPȘ)
4. Viorel Neaga (PCRM)
5. Oazu Nantoi (ACUM) - Ex-Deputat în Parlamentul RM
6. Ion Roșca (independent)

#### Circumscripția uninominală №13, or. Rezina
1. Eleonora Graur (PDM) - Vicepreședinte al PDM; Deputat în Parlamentul RM
2. Leonid Nauc (PPȘ)
3. Valeriu Ciorici (PSRM)
4. Serghei Cataranciuc (ACUM)
5. Elena Macrii (PCRM)
6. Galina Andrieș (PNL)
7. Ion Perciun (independent)

#### Circumscripția uninominală №14, or. Telenești
1. Vadim Lelic (PDM) - Primar al or. Telenești
2. Alexandru Isac (PSRM)
3. Maria Ciobanu (ACUM) - Vicepreședinte al PLDM; Deputat în Parlamentul RM; Secretar al Comisiei parlamentare cultură, educație, cercetare, tineret, sport și mass-media
4. Valerian Cristea (PPȘ) - Viceprimar al mun. Orhei; Ex-Viceprim-ministru al RM
5. Veaceslav Căpățină (PCRM)
6. Mihail Moldovanu (PL) - Șef al Direcției Sănătății a CMC; Ex-Viceprim-ministru al RM

#### Circumscripția uninominală №15, or. Călărași
1. Nicolae Ciubuc (PDM) - Ministru al Agriculturii, Dezvoltării Regionale și Mediului al RM
2. Ștefan Bolea (PSRM)
3. Olga Vlasenco (PPȘ)
4. Igor Munteanu (ACUM) - Ex-Ambasador al RM în SUA, Canada și Mexic
5. Iurie Chirinciuc (PL) - Ex-Ministru al Transporturilor și Infrastructurii Drumurilor al RM
6. Valeriu Sava (PCRM)

#### Circumscripția uninominală №16, or. Ungheni
1. Ludmila Guzun (PDM) - Președinte al r. Ungheni
2. Antonina Baraniuc (PPȘ)
3. Ghenadi Mitriuc (PSRM) - Deputat în Parlamentul RM; Vicepreședinte al Comisiei parlamentare securitate națională, apărare și ordine publică
4. Haralampie Chirilov (PCRM)
5. Octavian Țîcu (ACUM) - Ex-Ministru al Tineretului și Sportului al RM

#### Circumscripția uninominală №17, or. Nisporeni
1. Vladimir Plahotniuc (PDM) - Președinte al PDM; Ex-Prim-vicepreședinte al Parlamentului RM
2. Pavel Artamonov (PSRM)
3. Ion Terguță (ACUM) - Vicepreședinte al PLDM
4. Mihail Ciorici (PCRM)
5. Iurii Cărbune (independent)

#### Circumscripția uninominală №18, or. Orhei
1. Vasile Costin (PDM) - Șef al Oficiului teritorial Orhei al Cancelariei de Stat al RM
2. Ilan Șor (PPȘ) - Președinte al PPȘ; Primar al mun. Orhei
3. Svetlana Căpățină (PCRM)
4. Mihail Catraniuc (PSRM)
5. Valeriu Munteanu (ACUM) - Ex-Ministru al Mediului al RM
6. Dorin Zghibarta (PL)

#### Circumscripția uninominală №19, com. Ivancea
1. Tudor Golub (PDM) - Președinte al r. Orhei
2. Mihail Paciu (PSRM)
3. Marina Tauber (PPȘ) - Vicepreședinte al PPȘ; Primar al com. Jora de Mijloc
4. Lucia Viscun (PCRM)
5. Mariana Cușnir (ACUM)
6. Roman Boțan (PL) - Deputat în Parlamentul RM
7. Vitalie Marinuța (PVE) - Secretar general al PVE; Ex-Ministru al Apărării al RM

#### Circumscripția uninominală №20, or. Strășeni
1. Pavel Filip (PDM) - Prim-vicepreședinte al PDM; Prim-ministru al RM
2. Veaceslav Anghel (PSRM) - Consilier raional în Consiliul raional Strășeni
3. Valeriu Tabacaru (PPȘ)
4. Igor Grosu (ACUM) - Secretar general al PAS; Ex-Viceministru al Educației al RM
5. Nicoleta Malai (PL) - Primar al com. Ghelauza

#### Circumscripția uninominală №21, or. Criuleni
1. Veaceslav Burlac (PDM) - Președinte al r. Criuleni
2. Sergiu Berzan (PSRM) - Vicepreședinte al r. Dubăsari
3. Serghei Duminica (PPȘ)
4. Lilian Carp (ACUM) - Deputat în Parlamentul RM; Vicepreședinte al Comisiei parlamentare cultură, educație, cercetare, tineret, sport și mass-media
5. Andrei Porubin (independent)
6. Gheorghe Ojog (PL) - Primar al s. Corjova

#### Circumscripția uninominală №22, or. Ialoveni
1. Monica Babuc (PDM) - Ministru al Educației, Culturii și Cercetării al RM
2. Lidia Onu (PSRM)
3. Angela Istrate (independent)
4. Victor Sănduță (PPȘ)
5. Liviu Vovc (ACUM) - Vicepreședinte al PPPDA

#### Circumscripția uninominală №23, mun. Chișinău-1
1. Valentina Rotaru (PDM) - Deputat în Parlamentul RM
2. Oleg Lipskii (PSRM) - Deputat în Parlamentul RM; Vicepreședinte al Comisiei parlamentare administrație publică
3. Petru Jardan (PPȘ) - Director general al companiei aeriene „Avia-Invest”
4. Vasile Grădinaru (ACUM)
5. Sergiu Biriucov (independent)

#### Circumscripția uninominală №24, mun. Chișinău-2
1. Alexandr Bannicov (PDM) - Deputat în Parlamentul RM
2. Vasile Bolea (PSRM) - Deputat în Parlamentul RM; Secretar al fracțiunii PSRM în Parlament
3. Serghei Burgudji (PPȘ)
4. Grigore Colun (ACUM)
5. Artur Croitor (independent)

#### Circumscripția uninominală №25, mun. Chișinău-3
1. Victor Mîndru (PDM) - Deputat în Parlamentul RM
2. Alexandr Odințov (PSRM) - Consilier municipal în CMC
3. Inga Grigoriu (ACUM) - Vicepreședinte al PPPDA
4. Dumitru Chitoraga (PPȘ)

#### Circumscripția uninominală №26, mun. Chișinău-4
1. Dinari Cojocari (PSRM) - Consilier municipal în CMC
2. Victor Cotelea (PPȘ)
3. Mihail Stratulat (PDM)
4. Vlad Bilețchi (PL)
5. Valeriu Cerba (independent)
6. Iurie Reniță (ACUM) - Ex-Ambasador al RM în România
7. Anton Miron (PCRM)

#### Circumscripția uninominală №27, mun. Chișinău-5
1. Veaceslav Nedelea (PDM) - Deputat în Parlamentul RM
2. Radu Mudreac (PSRM) - Deputat în Parlamentul RM; Președinte al Comisiei parlamentare mediu și dezvoltare regională
3. Cristian Botnarenco (PPȘ) - Consilier municipal în Consiliul municipal Orhei
4. Vladimir Bolea (ACUM)
5. Ilian Cașu (PN) - Vicepreședinte al PN; Consilier municipal în CMC
6. Augustin Volconovici (PCRM)

#### Circumscripția uninominală №28, mun. Chișinău-6
1. Nicolae Balaur (PDM) - Pretor al sectorului Rîșcani
2. Vlad Batrîncea (PSRM) - Secretar executiv al PSRM; Deputat în Parlamentul RM; Vicepreședinte al Comisiei parlamentare cultură, educație, cercetare, tineret, sport și mass-media
3. Reghina Apostolova (PPȘ) - Viceprimar al mun. Orhei
4. Alexandru Slusari (ACUM) - Vicepreședinte al PPPDA
5. Dumitru Cebotarescu (independent)
6. Dumitru Ciubașenco (PN) - Vicepreședinte al PN
7. Ion Cebanu (PL) - Consilier municipal în CMC; Ex-Ministru al Tineretului și Sportului al RM

#### Circumscripția uninominală №29, mun. Chișinău-7
1. Valentin Guznac (PDM) - Șef al Centrului multifuncțional Chișinău 1
2. Adrian Lebedinschi (PSRM) - Deputat în Parlamentul RM
3. Ruslan Verbițchi (ACUM)
4. Dumitru Jelescu (PL)

#### Circumscripția uninominală №30, mun. Chișinău-8
1. Nae-Simion Pleșca (PDM) - Deputat în Parlamentul RM; Vicepreședinte al Comisiei parlamentare mediu și dezvoltare regională
2. Petru Burduja (PSRM) - Consilier municipal în CMC
3. Stanislav Cvasnîi (PPȘ)
4. Veronica Herța (PL) - Ex-Deputat în Parlamentul RM
5. Galina Bostan (independent)
6. Dan Perciun (ACUM) - Vicepreședinte al PAS
7. Oleg Golopeatov (independent)
8. Valentin Dolganiuc (independent) - Ex-Viceprim-ministru al RM
9. Maxim Uvarov (independent)

#### Circumscripția uninominală №31, mun. Chișinău-9
1. Grigore Novac (PSRM) - Deputat în Parlamentul RM
2. Iurii Cuznețov (PPȘ)
3. Mihail Cîrlig (independent)
4. Liliana Nicolaescu-Onofrei (ACUM) - Vicepreședinte al PAS
5. Chiril Gaburici (PDM) - Ministru al Economiei și Infrastructurii al RM; Ex-Prim-ministru al RM
6. Igor Grițco (PCRM)
7. Ilie Crețu (PL)

#### Circumscripția uninominală №32, mun. Chișinău-10
1. Nina Costiuc (PDM) - Primar al com. Budești
2. Svetlana Popa (PSRM) - Consilier municipal în CMC
3. Mihail Popșoi (ACUM) - Vicepreședinte al PAS
4. Dorin Chirtoacă (PL) - Președinte al PL; Ex-Primar general al mun. Chișinău
5. Sergiu Cebotari (PPȘ)
6. Gheorghii Mocan (PCRM)

#### Circumscripția uninominală №33, mun. Chișinău-11
1. Constantin Țuțu (PDM) - Deputat în Parlamentul RM
2. Andrei Năstase (ACUM) - Președinte al PPPDA
3. Andrei Nastas (independent)
4. Vladimir Roșca (PSRM)
5. Călin Vieru (independent) - Ex-Deputat în Parlamentul RM
6. Boris Volosatîi (independent)

#### Circumscripția uninominală №34, or. Anenii Noi
1. Alexandru Jizdan (PDM) - Ministru al Afacerilor Interne al RM
2. Alexandr Mațarin (PSRM)
3. Alexei Gorodinskii (PPȘ)
4. Gheorghe Balan (ACUM)
5. Veaceslav Bondari (PCRM) - Primar al or. Anenii Noi

#### Circumscripția uninominală №35, or. Căușeni
1. Grigore Repeșciuc (PDM) - Primar al or. Căușeni
2. Oleg Cuciuc (PSRM) - Deputat în Parlamentul RM
3. Veaceslav Nigai (PCRM) - Vicepreședinte al r. Căușeni
4. Anatolie Zaremba (PPȘ)
5. Anton Gămurari (ACUM)
6. Ion Calmîc (PNL) - Secretar general al PNL
7. Zinaida Bolboceanu (PPDA)

#### Circumscripția uninominală №36, or. Ștefan Vodă
1. Nicolae Mozolea (PDM) - Președinte al r. Ștefan Vodă
2. Alexandru Jolnaci (PSRM)
3. Natalia Tracenco (PPȘ)
4. Andrei Dînga (ACUM)

#### Circumscripția uninominală №37, com. Răzeni
1. Ion Sula (PDM) - Director general al ANSA; Ex-Ministru al Agriculturii și Industriei Alimentare al RM
2. Nicolae Pascaru (PSRM)
3. Ștefan Bivol (PCRM)
4. Avelin Tabarcea (PPȘ)
5. Petru Frunze (ACUM) - Primar al s. Puhoi

#### Circumscripția uninominală №38, or. Hîncești
1. Alexandru Botnari (PDM) - Vicepreședinte al PDM; Primar al or. Hîncești
2. Victor Perțu (PPȘ)
3. Petru Corduneanu (PSRM) - Deputat în Parlamentul RM
4. Grigore Cobzac (ACUM) - Deputat în Parlamentul RM

#### Circumscripția uninominală №39, com. Sărata Galbenă
1. Ghenadie Buza (PDM) - Președinte al r. Hîncești
2. Victor Terente (PPȘ)
3. Olesea Brînză (PSRM)
4. Chiril Moțpan (ACUM) - Secretar general al PPPDA
5. Simion Roșca (PL)

#### Circumscripția uninominală №40, or. Cimișlia
1. Dumitru Diacov (PDM) - Președinte de onoare al PDM; Deputat în Parlamentul RM; Vicepreședinte al fracțiunii PDM în Parlament; Ex-Președinte al Parlamentului RM
2. Petru Pușcari (PSRM) - Președinte al r. Basarabeasca
3. Victoria Cîrlan (PPȘ)
4. Domnica Manole (ACUM)
5. Valentin Cimpoieș (PN) - Primar al or. Basarabeasca
6. Gheorghe Răileanu (independent) - Primar al or. Cimișlia

#### Circumscripția uninominală №41, or. Leova
1. Efrosinia Grețu (PDM)
2. Aliona Briciag (PSRM)
3. Andrei Trandafir (PPȘ)
4. Alexandru Bujorean (independent) - Vicepreședinte al PLDM
5. Sergiu Butug (PN) - Vicepreședinte al r. Cantemir
6. Vladimir Putregai (ACUM) - Primar al s. Cociulia

#### Circumscripția uninominală №42, or. Cantemir
1. Elena Bacalu (PDM) - Deputat în Parlamentul RM; Președinte al Comisiei parlamentare administrație publică
2. Vladimir Țurcan (PSRM) - Deputat în Parlamentul RM; Președinte al Comisiei parlamentare drepturile omului și relații interetnice; Ex-Ministru al Afacerilor Interne al RM
3. Vasile Lupașcu (PPȘ)
4. Constantin Boeștean (ACUM)
5. Roman Ciubaciuc (PN) - Primar al or. Cantemir
6. Elena Damașcan (PL)
7. Iurie Crăciuneac (independent)

#### Circumscripția uninominală №43, or. Cahul
1. Evgheni Osadcenco (PSRM)
2. Antonina Belobrova (PPȘ)
3. Gheorghe Ghețivu (PCRM)
4. Sergiu Tutovan (ACUM)
5. Sergiu Rența (PN)
6. Ștefan Secăreanu (PL) - Ex-Deputat în Parlamentul RM
7. Ion Groza (independent) - Președinte al r. Cahul

#### Circumscripția uninominală №44, or. Taraclia
1. Fiodor Covalji (PDM)
2. Chiril Tatarlî (PSRM) - Președinte al r. Taraclia
3. Veaceslav Lupov (PPȘ)
4. Veaceslav Cunev (independent)
5. Gheorghe Aricov (independent)

#### Circumscripția uninominală №45, mun. Comrat
1. Alexandr Suhodolski (PSRM) - Vicespreședinte al Adunării Populare a Găgăuziei
2. Fiodor Mincu (PDM)
3. Nina Dimoglo (PPȘ)
4. Nicolai Dudoglo (independent) - Ex-Deputat în Parlamentul RM
5. Dmitri Levintii (PN)
6. Ivan Cilicic (PCRM)
7. Tatiana Ursu (ACUM)

#### Circumscripția uninominală №46, or. Ceadîr-Lunga
1. Vadim Delibaltov (PDM)
2. Fiodor Gagauz (PSRM) - Deputat în Parlamentul RM
3. Svetlana Ivanova (PPȘ)
4. Gheorghe Leiciu (independent)
5. Grigorii Cadîn (independent)

#### Circumscripția uninominală №47, or. Camenca, Rîbnița, Dubăsari și Grigoriopol
1. Grigore Filipov (PSRM)
2. Ion Lapicus (independent)
3. Alexandru Oleinic (independent) - Ex-Ministru al Tehnologiilor Informaționale și Telecomunicațiilor al RM
4. Ivan Delibaltov (PDM)
5. Alexei Frunze (independent)
6. Eleonora Cercavschi (ACUM)

#### Circumscripția uninominală №48, or. Slobozia, mun. Tiraspol și Bender
1. Vitalii Eftodiev (PSRM)
2. Iurie Apostolachi (independent)
3. Mihail Malașevschi (PDM) - Șef al Cabinetului Ministrului Afacerilor Externe și Integrării Europene al RM
4. Viorel Melnic (independent)
5. Ion Iovcev (ACUM)
6. Petru Ursu (independent)
7. Inna Nazarenco (PPȘ)

#### Circumscripția uninominală №49, la est de Republica Moldova
1. Ina Sîrbu (PDM)
2. Gheorghii Para (PSRM)
3. Nicolae Țipovici (PN) - Consilier municipal în CMC
4. Valerii Klimenco (PPȘ) - Președinte de onoare al PPȘ
5. Dorin Frăsîneanu (ACUM)
6. Dumitru Pogorea (independent)
7. Igor Ticuș (independent)

#### Circumscripția uninominală №50, la vest de Republica Moldova
1. Olga Cuptu (PDM)
2. Valentina Geamăna (independent)
3. Gheorghe Bobeică (independent)
4. Maia Sandu (ACUM) - Președinte al PAS; Ex-Ministru al Educației al RM
5. Tatiana Platon (PPȘ)
6. Vadim Rotari (PSRM)
7. Leonard Macari (independent)
8. Gheorghe Furdui (PNL)
9. Oleg Brega (independent)
10. Natalia Iațco (PVE)
11. Leonid Falcaș (independent)
12. Stela Stîngaci (independent) - Ambasador al RM în Italia
13. Vasile Calmațui (PL)

#### Circumscripția uninominală №51, SUA, Canada
1. Ghenadie Moroșanu (PDM)
2. Gaik Vartanean (PSRM) - Consilier municipal în CMC
3. Valeriu Ghilețchi (independent) - Vicepreședinte al Parlamentului RM
4. Dumitru Alaiba (ACUM)
5. Valentin Ganea (independent)
6. Gheorghi Grozav (independent)
7. Petru Neaga (independent)
8. Rodica Rusu (PPȘ)
9. Alexandrin Patron (independent)
10. Roman Palancica (independent)
11. Oleg Bînzar (independent)
12. Ana Vasilachi (independent)

### Sondaje de opinie
Partide care trec limita pragului electoral de 6%
     Partide care nu trec limita pragului electoral de 6%

#### Sondaje de opinie (întreg eșantion)
| Data efectuării         | Organizație                                                            | Eșantion (persoane) | PSRM  | PLDM       | PCRM  | PDM   | PL    | PN    | PPEM  | ACUM  | ACUM  | PȘ   | PUN        | Avans | Indeciși/ nu răspund/ alt partid |  |  |  |
| Data efectuării         | Organizație                                                            | Eșantion (persoane) | PSRM  | PLDM       | PCRM  | PDM   | PL    | PN    | PPEM  | PPDA  | PAS   | PȘ   | PUN        | Avans | Indeciși/ nu răspund/ alt partid |  |  |  |
| Data efectuării         | Organizație                                                            | Eșantion (persoane) | 2019  |            |       |       |       |       |       |       |       |      |            |       |                                  |  |  |  |
| ----------------------- | ---------------------------------------------------------------------- | ------------------- | ----- | ---------- | ----- | ----- | ----- | ----- | ----- | ----- | ----- | ---- | ---------- | ----- | -------------------------------- |  |  |  |
| 19–31 ianuarie          | IMAS Arhivat în 28 noiembrie 2020, la Wayback Machine.                 | 1.475               | 28.5% | susț. ACUM | 5.6%  | 18.4% | 1.4%  | 1.3%  |       | 19.2% | 19.2% | 6.7% | susț. ACUM | 9.3%  | 19.1%                            |  |  |  |
| 19–31 ianuarie          | CBS-AXA                                                                | 1.224               | 42.8% | susț. ACUM | 2.4%  | 19.3% | 0.9%  | 2.8%  |       | 25.1% | 25.1% | 5.8% | susț. ACUM | 17.7% | 1.0%                             |  |  |  |
| 17–26 ianuarie          | iData                                                                  | 1.208               | 32.0% | susț. ACUM | 3.0%  | 16.1% | <1.0% | 1.5%  |       | 20.0% | 20.0% | 4.3% | susț. ACUM | 24.6% | 22.0%                            |  |  |  |
| 4–19 ianuarie           | ASDM                                                                   | 1.179               | 40.5% | susț. ACUM | 2.9%  | 15.9% | <1.0% | 2.3%  |       | 15.7% | 15.7% | 3.6% | susț. ACUM | 12.0% | 23.1%                            |  |  |  |
| 5 decembrie–16 ianuarie | IRI                                                                    | 1.047               | 39%   | susț. ACUM | 3%    | 14%   | 1%    | 2%    |       | 24%   | 24%   | 5%   | susț. ACUM | 13.0% | 15%                              |  |  |  |
| 2018                    |                                                                        |                     |       |            |       |       |       |       |       |       |       |      |            |       |                                  |  |  |  |
| 11–23 decembrie         | IMAS                                                                   | 1.502               | 28.9% | 1.0%       | 5.3%  | 16.8% | 1.3%  | 2.0%  | 0.6%  | 8.9%  | 9.8%  | 5.1% | 0.9%       | 12.1% | 19.4%                            |  |  |  |
| 20 noiem–12 dec         | ASDM                                                                   | 1.195               | 35.6% | <1.0%      | 2.2%  | 13.2% | <1.0% | 1.7%  | <1.0% | 6.9%  | 9.4%  | 3.1% | <1.0%      | 22.4% | 27.9%                            |  |  |  |
| 1–20 noiembrie          | ASDM                                                                   | 1.189               | 32.7% | <1.0%      | 1.9%  | 11.5% | <1.0% | 2.3%  | <1.0% | 10.0% | 10.8% | 2.9% | <1.0%      | 21.2% | 25.8%                            |  |  |  |
| 9–23 noiembrie          | BOP                                                                    | 1.115               | 23.0% | 0.5%       | 1.7%  | 7.6%  | 0.8%  | 1.2%  | 0.1%  | 5.0%  | 7.4%  | 3.0% | 0.1%       | 15.4% | 49.6%                            |  |  |  |
| 20 oct–9 noiem          | IMAS                                                                   | 1.475               | 27.1% | 1.3%       | 5.8%  | 15.7% | 1.5%  | 2.8%  | 1.2%  | 7.1%  | 6.4%  | 5.0% | 0.5%       | 11.4% | 25.6%                            |  |  |  |
| 11 sept–16 oct          | IRI                                                                    | 1.503               | 32%   | <1%        | 4%    | 12%   | 1%    | 2%    | <1%   | 12%   | 12%   | 4%   | <1%        | 20%   | 20%                              |  |  |  |
| 1–12 septembrie         | ASDM Arhivat în 17 septembrie 2020, la Wayback Machine.                | 1.181               | 36.6% | <1.0%      | 2.1%  | 11.2% | <1.0% | 1.6%  | <1.0% | 10.6% | 11.9% | 1.2% | <1.0%      | 24.7% | 22.7%                            |  |  |  |
| 26 iunie–6 iulie        | ASDM                                                                   | 1.195               | 37.2% | <1.0%      | 2.1%  | 10.1% | <1.0% | 1.9%  | <1.0% | 11.9% | 8.3%  | 0.9% | <1.0%      | 25.3% | 25.1%                            |  |  |  |
| 15–18 martie            | ASDM                                                                   | 1.181               | 36.9% | <1.0%      | 2.1%  | 7.8%  | 0.6%  | 1.9%  | 1.3%  | 6.5%  | 14.1% | 0.6% | 0.5%       | 22.8% | 26.9%                            |  |  |  |
| 7 febr–7 martie         | IRI                                                                    | 1.514               | 36%   | <1%        | 4%    | 8%    | 2%    | 2%    | 2%    | 4%    | 20%   | <1%  | 1%         | 16%   | 20%                              |  |  |  |
| 16 febr-6 martie        | IMAS                                                                   | 1.109               | 31.6% | 0.6%       | 6.5%  | 13.2% | 1.7%  | 2.8%  | 2.6%  | 5.9%  | 13.4% | 2.7% | 0.4%       | 18.2% | 18.6%                            |  |  |  |
| 2017                    |                                                                        |                     |       |            |       |       |       |       |       |       |       |      |            |       |                                  |  |  |  |
| 18 noiem–5 dec.         | BOP                                                                    | 1.100               | 47.6% | 1.1%       | 4.6%  | 5.1%  | 2.8%  | 4.4%  | 1.5%  | 6.2%  | 22.5% | 2.9% | 0.7%       | 25.1% |                                  |  |  |  |
| 20 noiem–2 dec          | ASDM                                                                   | 1.181               | 34.9% | 0.7%       | 1.6%  | 4.7%  | 0.8%  | 1.4%  | 1.3%  | 3.3%  | 17.7% | 0.5% | 0.7%       | 17.2% | 35.7%                            |  |  |  |
| 7–29 octombrie          | Ziarul Timpul și FOP                                                   | 4.517               | 44.5% | 1.3%       | 3.3%  | 5.5%  | 1.5%  | 2.8%  | 1.6%  | 3.6%  | 22.9% | 1.4% |            | 21.6% | 11.6%                            |  |  |  |
| 23 sept–17 oct          | IRI                                                                    | 1.514               | 34%   | <1%        | 4%    | 9%    | 1%    | 2%    | 2%    | 4%    | 23%   |      |            | 11%   | 21%                              |  |  |  |
| 9-20 septembrie         | CBS-AXA Arhivat în 27 octombrie 2018, la Wayback Machine.              | 1.109               | 25.9% | <1%        | 2.3%  | 3.1%  | 0.6%  | 2.0%  | 0.7%  | 2.9%  | 12.2% | 0.8% |            | 13.7% | 50.8%                            |  |  |  |
| 22 iunie–9 iulie        | IMAS Arhivat în 6 ianuarie 2019, la Wayback Machine.                   | 1.111               | 34.2% | 0.8%       | 5.2%  | 9.5%  | 1.8%  | 4.2%  | 1.8%  | 6,1%  | 15.5% | 1.0% |            | 18,7% | 20.1%                            |  |  |  |
| 7-25 aprilie            | CBS-AXA                                                                | 1.091               | 31.8% | 0.0%       | 2.2%  | 2.1%  | 0.7%  | 2.2%  | 0.8%  | 3,6%  | 16.1% |      |            | 15,7% | 40.5%                            |  |  |  |
| 23 martie–17 apr.       | BOP                                                                    | 1.100               | 33.6% | 0.2%       | 3.3%  | 3.7%  | 0.8%  | 3.2%  | 1.3%  | 4,6%  | 24.8% | 0.8% |            | 8,8%  | 25%                              |  |  |  |
| 10–19 martie            | Ziarul Timpul și FOP Arhivat în 30 octombrie 2020, la Wayback Machine. | 1.118               | 48.4% | 0.5%       | 2.4%  | 3.9%  | 0.6%  | 2.3%  | 1.3%  | 5%    | 25.2% |      |            | 22,5% | 11%                              |  |  |  |
| 13 febr–7 martie        | IRI Arhivat în 17 septembrie 2020, la Wayback Machine.                 | 1.510               | 36%   | <1%        | 4%    | 4%    | <1%   | 6%    | 1%    | 5%    | 29%   |      |            | 7%    | 14%                              |  |  |  |
| 18–27 ianuarie          | CBS-AXA                                                                | 1.110               | 32.4% | <1%        | 2.6%  | 2.7%  | 0.3%  | 2%    | 0.5%  | 3.6%  | 18.1% |      |            | 14,3% | 37%                              |  |  |  |
| 2–10 ianuarie           | ASDM                                                                   | 1.179               | 37.8% | 0.8%       | 2.9%  | 7.2%  | 1.1%  | 6.1%  | 1.7%  | 9.2%  | 8.7%  |      |            | 28.6% | 19%                              |  |  |  |
| 2016                    |                                                                        |                     |       |            |       |       |       |       |       |       |       |      |            |       |                                  |  |  |  |
| 6–16 octombrie          | BOP                                                                    | 1.109               | 26.1% | 0.7%       | 2.6%  | 7.7%  | 1.1%  | 7.6%  | 1.7%  | 8.5%  | 9.2%  |      |            | 16,9% | 35%                              |  |  |  |
| 29 sept–9 octombrie     | Intellect Grup                                                         | 1.847               | 25.3% | 0.7%       | 5.3%  | 12.9% | 1.4%  | 7.3%  | 2.8%  | 10.4% | 12.4% |      |            | 12,4% | 20.6%                            |  |  |  |
| 21 sept–8 octombrie     | CCSM                                                                   | 1.100               | 25.2% | 1.2%       | 2.5%  | 12.4% | 2.2%  | 6.2%  | 4.0%  | 9.1%  | 15.5% |      |            | 9,7%  |                                  |  |  |  |
| 28 sept–5 octombrie     | ASDM                                                                   | 1.161               | 32.9% | 1.8%       | 6.2%  | 10.9% | 3.8%  | 8.9%  | 5.4%  | 13.7% | 12.1% |      |            | 19.2% | 4.3%                             |  |  |  |
| 19–28 septembrie        | Intellect Grup                                                         | 2.100               | 25.6% | 1.2%       | 6.0%  | 12.0% | 3.4%  | 8.4%  | 3.5%  | 11.0% | 12.5% |      |            | 13,1% | 16.5%                            |  |  |  |
| 14–25 septembrie        | CBS-AXA                                                                | 1.108               | 20.1% | 0.4%       | 4.1%  | 7.6%  | 1.8%  | 7.5%  | 2.2%  | 7.2%  | 5.6%  |      |            | 12,5% | 17.8%                            |  |  |  |
| 1–23 septembrie         | IRI                                                                    | 1.516               | 24%   | <1%        | 3%    | 10%   | 1%    | 6%    | 2%    | 10%   | 9%    |      |            | 14%   | 35%                              |  |  |  |
| 2–10 septembrie         | ASDM                                                                   | 1.179               | 25.6% | 2.5%       | 8.2%  | 11.0% | 5.1%  | 10.6% | 7.3%  | 9.5%  | 12.8% |      |            | 12,8% | 7,4%                             |  |  |  |
| 11–24 iunie             | Intellect Grup                                                         | 1.800               | 17.7% | 1.3%       | 8.9%  | 8.4%  | 3.4%  | 12.2% | 3.6%  | 8.4%  | 13.0% |      |            | 4,7%  | 23,1%                            |  |  |  |
| 21 mai – 15 iunie       | FOP Arhivat în 13 august 2016, la Wayback Machine.                     | 4.626               | 26.3% | 1.4%       | 7.9%  | 7.3%  | 3.0%  | 12.4% | 6.6%  | 11.3% | 15.3% |      |            | 11,0% | 8,5%                             |  |  |  |
| mai 2016                | NDI Arhivat în 16 septembrie 2020, la Wayback Machine.                 |                     | 16%   | <1%        | 9%    | 6%    | 4%    | 10%   | 4%    | 14%   | 12%   |      |            | 2%    | 23%                              |  |  |  |
| 16–23 aprilie           | IPP Arhivat în 7 aprilie 2016, la Wayback Machine.                     | 1.143               | 17.9% | 0.4%       | 5.2%  | 3.1%  | 1.7%  | 11.9% | 3.0%  | 9.0%  | 11.1% |      |            | 6,0%  | 37.1%                            |  |  |  |
| 1–10 aprilie            | ASDM Arhivat în 16 aprilie 2016, la Wayback Machine.                   | 1.169               | 17.9% | 2.8%       | 6.3%  | 6.4%  | 4.9%  | 12.3% | 5.7%  | 13.4% | 7.5%  |      |            | 4,5%  |                                  |  |  |  |
| 11–25 martie            | IRI                                                                    | 1.500               | 20.0% | 2.0%       | 6.0%  | 7.0%  | 2.0%  | 21.0% | 4.0%  | 12.0% | 12.0% |      |            | 1%    | 16%                              |  |  |  |
| 11–20 martie            | Ziarul Timpul și FOP                                                   | 1.792               | 21,5% | 0.7%       | 8.9%  | 6.1%  | 2.8%  | 16.0% | 6.1%  | 13.1% | 12.7% |      |            | 5,5%  | 12.1%                            |  |  |  |
| 10–21 februarie         | ASDM Arhivat în 4 martie 2016, la Wayback Machine.                     | 1.095               | 17.2% | 2.4%       | 6.1%  | 6.6%  | 5.7%  | 13.0% | 6.8%  | 13.8% |       |      |            | 3,4%  |                                  |  |  |  |
| 5–13 februarie          | CBS-AXA                                                                | 1.491               | 12.8% | 0.5%       | 3.2%  | 4.3%  | 1.2%  | 19.8% | 3.7%  | 8.3%  | 6.2%  |      |            | 7%    |                                  |  |  |  |
| 8–16 ianuarie           | ASDM                                                                   | 1.200               | 16.9% | 2.2%       | 5.2%  | 6.3%  | 5.9%  | 14.8% | 6.5%  | 9.1%  |       |      |            | 2,1%  | 33.1%                            |  |  |  |
| 2015                    |                                                                        |                     |       |            |       |       |       |       |       |       |       |      |            |       |                                  |  |  |  |
| 11–30 noiembrie         | NDI                                                                    | 1.501               | 15%   | 2%         | 9%    | 4%    | 5%    | 16%   | 7%    | 12%   |       |      |            | 1%    | 30%                              |  |  |  |
| 8 noiem–1 dec.          | BOP                                                                    | 1.160               | 10%   | 2%         | 7%    | 6%    | 5%    | 16%   | 7%    | 12%   |       |      |            | 4%    | 25%                              |  |  |  |
| 10–18 noiembrie         | ASDM                                                                   | 1.187               | 16.4% | 2.5%       | 5.5%  | 6.7%  | 5.8%  | 15.2% | 6.8%  | 6.3%  |       |      |            | 1,2%  | 27,0%                            |  |  |  |
| 29 sep–21 oct.          | IRI Moldova                                                            | 1.500               | 15%   | 3%         | 7%    | 5%    | 5%    | 20%   | 12%   | 7%    |       |      |            | 5%    | 26%                              |  |  |  |
| 10–18 sept.             | CBS-AXA                                                                | 1.108               | 11.6% | 4.1%       | 5.5%  | 3.8%  | 5.2%  | 12.7% | 5.5%  | 3.9%  |       |      |            | 1,1%  | 47,8%                            |  |  |  |
| 6–18 mai                | CBS-AXA                                                                | 1.621               | 17.2% | 5.2%       | 9.3%  | 4.1%  | 7.0%  | 8.9%  | 8.4%  |       |       |      |            | 7,9%  | 40%                              |  |  |  |
| 28 mar–7 apr.           | IPP                                                                    | 1.104               | 16.0% | 7.1%       | 11.3% | 5.7%  | 11.1% | 6.5%  | 6.2%  |       |       |      |            | 4,7%  | 36.2%                            |  |  |  |
| 1–26 martie             | NDI                                                                    | 1.500               | 12%   | 7%         | 11%   | 8%    | 9%    | 13%   | 12%   |       |       |      |            | 1%    | 17%                              |  |  |  |
| 22 feb–4 mar.           | CBS-AXA Arhivat în 1 noiembrie 2020, la Wayback Machine.               | 1.497               | 12.7% | 9.7%       | 12.5% | 5.0%  | 12.7% | 5.7%  | 2.7%  |       |       |      |            | Egal  | 26%                              |  |  |  |
| ianuarie                | CBS-AXA                                                                | 1.500               | 14.0% | 12.8%      | 13.7% | 8.8%  | 10.8% |       |       |       |       |      |            | 0,3%  | 40%                              |  |  |  |
| 30 noiembrie 2014       | Comisia Electorală Centrală                                            | 1.649.402           | 20,5% | 20,1%      | 17,5% | 15,8% | 9,7%  | –     | –     | –     | –     | –    | –          |       |                                  |  |  |  |

#### Sondaje de opinie (deciși)
| Data efectuării   | Organizație                                                                               | Eșantion (persoane) | PSRM  | PAS   | PDM   | PDA  | PCRM | PN   | PPEM | PL   | PLDM | PUN  | PȘ   | Alt candidat | Avans |  |  |  |
| Data efectuării   | Organizație                                                                               | Eșantion (persoane) | 2017  |       |       |      |      |      |      |      |      |      |      |              |       |  |  |  |
| ----------------- | ----------------------------------------------------------------------------------------- | ------------------- | ----- | ----- | ----- | ---- | ---- | ---- | ---- | ---- | ---- | ---- | ---- | ------------ | ----- |  |  |  |
| noiembrie-dec.    | ASDM Arhivat în 26 septembrie 2020, la Wayback Machine.                                   | 1.181               | 51.2% | 25.9% | 6.9%  | 4,8% | 2,3% | 2,0% | 1,9% | 1,2% | 1,0% | 1,0% | 0,7% | 0.9%         | 25.3% |  |  |  |
| 7-29 octombrie    | FOP                                                                                       | 4.517               | 50.3% | 25.9% | 6.2%  | 4,1% | 3.7% | 3.2% | 1.8% | 1.7% | 1.5% |      | 1.6% |              | 24.4% |  |  |  |
| 22 iunie–9 iulie  | IMAS                                                                                      | 1.111               | 42.3% | 19.2% | 11.7% | 7,5% | 6.4% | 5.2% | 2.2% | 2.2% | 1.0% |      | 1.3% | 1.0%         | 23.1% |  |  |  |
| 7-25 aprilie      | CBS-AXA Arhivat în 10 noiembrie 2017, la Wayback Machine.                                 | 1.091               | 52.7% | 25.6% | 3.5%  | 6,0% | 3.7% | 3.7% | 1.3% | 1.1% |      |      | 1.0% | 0.4%         | 26.1% |  |  |  |
| 23 martie–17 apr. | BOP Arhivat în 10 noiembrie 2017, la Wayback Machine.                                     | 1.100               | 43.6% | 32.2% | 4.9%  | 5,9% | 4.3% | 4.1% | 1.7% | 1.0% | 0.2% |      | 1.0% | 1,0%         | 11.4% |  |  |  |
| 10–19 martie      | Ziarul Timpul și Fondul Opiniei Publice Arhivat în 30 octombrie 2020, la Wayback Machine. | 1.118               | 54.2% | 28.2% | 4.3%  | 5.6% | 2.6% | 2.5% | 1.4% | 0.6% | 0.6% |      |      |              |       |  |  |  |

## Rezultate
| 313.984x313.984px                                            |                             |                 |                 |                 |              |              |              |              |     |
| Partid/Alianță                                               | Partid/Alianță              | Lista națională | Lista națională | Lista națională | Constituențe | Constituențe | Constituențe | Total locuri | +/– |
| Partid/Alianță                                               | Partid/Alianță              | Voturi          | %               | Locuri          | Voturi       | %            | Locuri       | Total locuri | +/– |
|                                                              | Partidul Socialiștilor      | 441,236         | 31.15           | 18              | 405,469      | 29.38        | 17           | 35           | 10▲ |
|                                                              | Blocul electoral „ACUM”     | 380,180         | 26.84           | 14              | 362,528      | 26.27        | 12           | 26           | Nou |
|                                                              | Partidul Democrat           | 334,544         | 23.62           | 13              | 338,440      | 24.53        | 17           | 30           | 11▲ |
|                                                              | Partidul „ȘOR”              | 117,774         | 8.32            | 5               | 119,598      | 8.67         | 2            | 7            | Nou |
|                                                              | Partidul Comuniștilor       | 53,172          | 3.75            | 0               |              |              | 0            | 0            | 21▼ |
|                                                              | Partidul Nostru             | 41,746          | 2.95            | 0               |              |              | 0            | 0            | Nou |
|                                                              | Partidul Liberal            | 17,743          | 1.25            | 0               |              |              | 0            | 0            | 13▼ |
|                                                              | Mișcarea Populară Antimafie | 8,631           | 0.61            | 0               | –            | –            | –            | 0            | 0   |
|                                                              | Democrația Acasă            | 4,454           | 0.31            | 0               |              |              | 0            | 0            | 0   |
|                                                              | Partidul Regiunilor         | 3,635           | 0.26            | 0               | –            | –            | –            | 0            | Nou |
|                                                              | Partidul Național Liberal   | 3,375           | 0.24            | 0               |              |              | 0            | 0            | 0   |
|                                                              | Partidul Verde Ecologist    | 3,247           | 0.23            | 0               |              |              | 0            | 0            | 0   |
|                                                              | Mișcarea „Speranța-Nadejda” | 2,821           | 0.20            | 0               |              |              | 0            | 0            | Nou |
|                                                              | Voința Poporului            | 2,700           | 0.19            | 0               | –            | –            | –            | 0            | Nou |
|                                                              | Partidul „Patria”           | 1,035           | 0.07            | 0               | –            | –            | –            | 0            | Nou |
|                                                              | Independenți                | –               | –               | –               | 29,948       | 2.17         | 3            | 3            | +3  |
| Total                                                        | Total                       | 2,959,143       | 100.00          | 50              | 2,951,465    | 100.00       | 51           | 101          | 0   |
| Prezența la vot                                              | Prezența la vot             | 1,457,220       | 49.24           | –               | 1,441,326    | 48.83        | –            | –            | –   |
| Sursă: CEC Arhivat în 25 februarie 2019, la Wayback Machine. |                             |                 |                 |                 |              |              |              |              |     |

Lista națională pe circumscripție proporțională
Lista națională pe circumscripție uninominală
Lista uninominală pe circumscripție uninominală

### Rezultatele pentru circumscripțiile uninominale
| Nr.   | Circumscripție Electorală        | Prezență | PSRM   | BeACUM | PDM    | PPȘOR  | Ind    |
| ----- | -------------------------------- | -------- | ------ | ------ | ------ | ------ | ------ |
| 0     | Chișinău                         | 48,61%   | 35,57% | 38,27% | 13,75% | 6,57%  | –      |
| 1     | Briceni                          | 46,71%   | 46,18% | 7,82%  | 36,22% | 6,58%  | –      |
| 2     | Ocnița                           | 52,81%   | 50,18% | 25,89% | 7,60%  | 7,95%  | –      |
| 3     | Edineț                           | 50,42%   | 33,54% | 10,26% | 37,47% | 10,11% | –      |
| 4     | Rîșcani                          | 48,85%   | 42,96% | –      | 42,34% | 9,11%  | –      |
| 5     | Glodeni                          | 46,86%   | 28,67% | 16,11% | 34,55% | 11,44% | –      |
| 6     | Drochia                          | 49,18%   | 31,02% | 10,63% | 33,19% | 8,03%  | –      |
| 7     | Soroca                           | 45,50%   | 37,07% | 16,12% | 27,06% | 6,21%  | –      |
| 8     | Florești                         | 48,06%   | 28,99% | 13,36% | 42,83% | 6,17%  | –      |
| 9     | Bălți 1 (Vest)                   | 44,41%   | 33,43% | 12,72% | 12,19% | 6,45%  | –      |
| 10    | Bălți 2 (Est)                    | 45,44%   | 33,54% | 14,00% | 13,13% | 8,95%  | –      |
| 11    | Fălești                          | 49,22%   | 33,35% | 12,06% | 32,15% | 6,51%  | –      |
| 12    | Sîngerei                         | 44,68%   | 26,83% | 21,44% | 32,77% | 11,78% | –      |
| 13    | Rezina                           | 51,20%   | 21,44% | 18,36% | 41,32% | 14,12% | –      |
| 14    | Telenești                        | 46,59%   | 12,78% | 33,17% | 31,43% | 16,90% | –      |
| 15    | Călărași                         | 44,68%   | 18,86% | 29,73% | 37,71% | 8,39%  | –      |
| 16    | Ungheni                          | 48,31%   | 28,35% | 28,30% | 32,56% | 6,46%  | –      |
| 17    | Nisporeni                        | 47,40%   | 6,49%  | 18,36% | 72,36% | –      | –      |
| 18    | Orhei                            | 48,72%   | 5,87%  | 20,12% | 11,22% | 59,22% | –      |
| 19    | Ivancea                          | 48,17%   | 10,63% | 18,55% | 22,01% | 42,09% | –      |
| 20    | Strășeni                         | 48,52%   | 11,90% | 29,76% | 45,56% | 10,70% | –      |
| 21    | Criuleni                         | 49,70%   | 24,12% | 32,07% | 30,80% | 6,34%  | –      |
| 22    | Ialoveni                         | 45,71%   | 15,09% | 42,71% | 34,86% | 4,59%  | –      |
| 23    | Chișinău 1 (Botanica-Centru)     | 47,57%   | 40,12% | 35,71% | 9,86%  | 11,64% | –      |
| 24    | Chișinău 2 (Botanica)            | 48,47%   | 48,80% | 31,66% | 9,58%  | 8,00%  | –      |
| 25    | Chișinău 3 (Centru-Botanica)     | 49,84%   | 40,11% | 42,70% | 11,74% | 5,45%  | –      |
| 26    | Chișinău 4 (Centru-Buiucani)     | 49,03%   | 36,78% | 37,30% | 11,28% | 5,58%  | –      |
| 27    | Chișinău 5 (Buiucani)            | 47,77%   | 33,42% | 41,54% | 12,41% | 6,48%  | –      |
| 28    | Chișinău 6 (Rîșcani)             | 51,44%   | 38,34% | 35,12% | 9,61%  | 8,94%  | –      |
| 29    | Chișinău 7 (Rîșcani-Centru)      | 48,16%   | 43,50% | 36,74% | 11,05% | 5,71%  | –      |
| 30    | Chișinău 8 (Ciocana)             | 48,74%   | 33,41% | 40,76% | 11,81% | 6,93%  | –      |
| 31    | Chișinău 9 (Ciocana-Rîșcani)     | 47,52%   | 38,63% | 34,74% | 13,18% | 7,14%  | –      |
| 32    | Chișinău 10 (Suburbie Est)       | 46,89%   | 24,71% | 37,03% | 19,52% | 4,19%  | –      |
| 33    | Chișinău 11 (Suburbie Vest)      | 49,33%   | 16,48% | 46,32% | 29,16% | 2,77%  | –      |
| 34    | Anenii Noi                       | 46,37%   | 27,27% | 20,98% | 41,42% | 6,15%  | –      |
| 35    | Căușeni                          | 44,38%   | 21,41% | 22,33% | 37,95% | 7,25%  | –      |
| 36    | Ștefan Vodă                      | 44,40%   | 33,92% | 29,99% | 31,55% | 4,54%  | –      |
| 37    | Răzeni                           | 48,53%   | 12,66% | 44,92% | 35,18% | 3,11%  | –      |
| 38    | Hîncești                         | 41,90%   | 14,64% | 33,44% | 47,38% | 4,54%  | –      |
| 39    | Sărata-Galbenă                   | 39,40%   | 18,58% | 29,55% | 42,96% | 6,29%  | –      |
| 40    | Cimișlia                         | 40,15%   | 27,77% | 21,47% | 28,51% | 7,28%  | –      |
| 41    | Leova                            | 39,74%   | 23,24% | 21,55% | 29,95% | 8,93%  | –      |
| 42    | Cantemir                         | 40,89%   | 35,09% | 14,64% | 35,36% | 6,64%  | –      |
| 43    | Cahul                            | 40,65%   | 29,80% | 22,31% | –      | 6,09%  | 32,76% |
| 44    | Taraclia                         | 49,63%   | 57,46% | –      | 8,99%  | 10,56% | –      |
| 45    | Comrat                           | 48,26%   | 64,96% | 0,33%  | 0,95%  | 3,86%  | –      |
| 46    | Ceadîr-Lunga                     | 43,68%   | 75,82% | –      | 1,41%  | 2,71%  | –      |
| 47    | Stânga Nistrului 1 (Nord-Centru) | 99,99%   | 29,98% | 2,30%  | 1,63%  | 2,08%  | 62,54% |
| 48    | Stânga Nistrului 2 (Sud)         | 99,73%   | 24,95% | 3,66%  | 3,32%  | 0,80%  | 64,01% |
| 49    | Est de Republica Moldova         | 99,86%   | 49,16% | 27,15% | 5,43%  | 4,35%  | –      |
| 50    | Vest de Republica Moldova        | 99,87%   | 3,85%  | 80,78% | 3,56%  | 2,15%  | –      |
| 51    | SUA și Canada                    | 99,81%   | 1,87%  | 49,05% | 1,42%  | 0,53%  | –      |
| Total | Total                            | 48,83%   | 29,38% | 26,27% | 24,53% | 8,67%  | 2,17%  |

Harta prezenței la vot pe circumscripție
Rezultatele pentru Partidul Socialiștilor din Republica Moldova pe circumscripție:      70–80%     60–70%     50–60%     40–50%     30–40%     20–30%     10–20%     0–10%
Rezultatele pentru Blocul electoral ”ACUM Platforma DA și PAS” pe circumscripție:      80–90%     40–50%     30–40%     20–30%     10–20%     0–10%
Rezultatele pentru Partidul Democrat din Moldova pe circumscripție:      70–80%     40–50%     30–40%     20–30%     10–20%     0–10%
Rezultatele pentru Partidul ”ȘOR” pe circumscripție:      50–60%     40–50%     10–20%     0–10%

### Rezultatele pentru circumscripția națională
| Unitate Teritorială              | Prezență | PSRM   | BeACUM | PDM    | PPȘOR  |
| -------------------------------- | -------- | ------ | ------ | ------ | ------ |
| Municipiul Bălți                 | 45,08%   | 36,75% | 14,04% | 10,67% | 6,42%  |
| Municipiul Chișinău              | 49,71%   | 34,79% | 37,73% | 13,37% | 5,62%  |
| ↳ Sectorul Botanica              | 48,82%   | 44,14% | 31,91% | 9,84%  | 6,57%  |
| ↳ Sectorul Buiucani              | 48,96%   | 34,72% | 38,58% | 12,22% | 5,56%  |
| ↳ Sectorul Centru                | 53,09%   | 33,69% | 39,40% | 13,12% | 5,11%  |
| ↳ Sectorul Ciocana               | 48,26%   | 33,20% | 40,45% | 12,02% | 6,17%  |
| ↳ Sectorul Rîșcani               | 50,88%   | 40,33% | 35,36% | 10,10% | 6,27%  |
| ↳ Suburbia Municipiului Chișinău | 49,21%   | 20,65% | 42,81% | 22,79% | 3,86%  |
| Anenii Noi                       | 46,27%   | 28,74% | 23,04% | 33,81% | 6,09%  |
| Basarabeasca                     | 40,56%   | 39,42% | 18,79% | 23,65% | 5,96%  |
| Briceni                          | 46,78%   | 45,26% | 9,39%  | 30,63% | 6,71%  |
| Cahul                            | 42,07%   | 33,37% | 24,81% | 25,35% | 5,61%  |
| Cantemir                         | 38,52%   | 24,64% | 24,45% | 31,93% | 7,21%  |
| Călărași                         | 42,75%   | 16,54% | 34,90% | 31,66% | 9,96%  |
| Căușeni                          | 43,99%   | 25,63% | 22,91% | 33,36% | 6,87%  |
| Cimișlia                         | 39,56%   | 23,12% | 26,96% | 33,60% | 7,52%  |
| Criuleni                         | 50,32%   | 16,91% | 38,95% | 26,73% | 8,05%  |
| Dondușeni                        | 52,47%   | 43,82% | 10,87% | 26,58% | 9,05%  |
| Drochia                          | 47,14%   | 34,54% | 15,87% | 27,42% | 7,82%  |
| Dubăsari                         | 44,00%   | 34,17% | 19,18% | 17,22% | 17,02% |
| Edineț                           | 50,41%   | 36,62% | 10,54% | 35,15% | 9,85%  |
| Fălești                          | 48,89%   | 34,19% | 14,12% | 29,17% | 6,53%  |
| Florești                         | 47,87%   | 30,25% | 14,14% | 38,80% | 6,80%  |
| Glodeni                          | 46,41%   | 31,48% | 12,03% | 31,67% | 11,91% |
| Hîncești                         | 41,12%   | 14,93% | 34,70% | 39,73% | 3,84%  |
| Ialoveni                         | 49,36%   | 10,66% | 47,34% | 30,79% | 3,50%  |
| Leova                            | 41,87%   | 24,84% | 31,58% | 23,32% | 9,53%  |
| Nisporeni                        | 47,07%   | 6,15%  | 17,91% | 72,26% | 0,18%  |
| Ocnița                           | 52,55%   | 55,89% | 6,68%  | 20,81% | 7,90%  |
| Orhei                            | 50,64%   | 6,79%  | 19,05% | 14,56% | 55,12% |
| Rezina                           | 50,91%   | 20,38% | 20,88% | 36,29% | 14,39% |
| Rîșcani                          | 49,48%   | 41,66% | 11,08% | 28,98% | 7,05%  |
| Sîngerei                         | 45,06%   | 29,50% | 19,81% | 26,42% | 12,30% |
| Soroca                           | 47,87%   | 37,95% | 16,43% | 28,39% | 6,62%  |
| Strășeni                         | 47,05%   | 13,37% | 33,37% | 41,51% | 4,38%  |
| Șoldănești                       | 51,38%   | 17,88% | 16,77% | 42,36% | 14,87% |
| Ștefan Vodă                      | 44,79%   | 30,96% | 29,62% | 27,00% | 4,27%  |
| Taraclia                         | 50,45%   | 80,34% | 1,10%  | 6,64%  | 6,86%  |
| Telenești                        | 46,38%   | 11,90% | 36,93% | 29,14% | 14,91% |
| Ungheni                          | 48,14%   | 27,48% | 25,12% | 31,77% | 6,39%  |
| UTA Găgăuzia                     | 45,78%   | 83,36% | 0,54%  | 6,20%  | 3,91%  |
| UTA Stânga Nistrului             | 99,75%   | 51,53% | 4,12%  | 15,50% | 7,23%  |
| Voturi din străinătate           | 99,82%   | 8,16%  | 73,64% | 4,83%  | 2,41%  |
| Total                            | 49,22%   | 31,15% | 26,84% | 23,62% | 8,32%  |

Harta prezenței la vot pe raion
Rezultatele pentru Partidul Socialiștilor din Republica Moldova pe raion:      80–90%     50–60%     40–50%     30–40%     20–30%     10–20%     0–10%
Rezultatele pentru Blocul electoral ”ACUM Platforma DA și PAS” pe raion:      70–80%     40–50%     30–40%     20–30%     10–20%     0–10%
Rezultatele pentru Partidul Democrat din Moldova pe raion:      70–80%     40–50%     30–40%     20–30%     10–20%     0–10%
Rezultatele pentru Partidul ”ȘOR” pe raion:      50–60%     10–20%     0–10%